# Лукьяненко, Сергей Владимирович
Сергей Владимирович Лукьяненко (14 декабря 1946, Москва, СССР) — советский спортсмен по современному пятиборью. Заслуженный мастер спорта СССР (1971), чемпион мира (1971). Чемпион мира среди юниоров в команде (1967). Неоднократный призёр всесоюзных соревнований, победитель чемпионатов Вооруженных Сил в личном и командном первенстве.
Выступал за Вооруженные Силы (ЦСКА) г. Москва, ЦГВ (Центральная группа войск).

## Биография
Сергей Владимирович Лукьяненко родился в городе Москва. В юношеские годы занимался многими видами спорта лыжами, коньками, играл в баскетбол, плаванием. Везде выступал на уровне второго взрослого разряда. В секции плавания, увидев, что пловца из него не получится посоветовали идти в пятиборье. Это событие произошло в 1963 году.
Входил в состав юниорской команды СССР с 1965 по 1967 годы (старший тренер Игорь Александрович Новиков).
После завершения спортивной карьеры занялся тренерской деятельностью в ЦСКА (Центральный спортивный клубе армии). С 2008 года в ШВСМ, СДЮШОР «Северный».

## Чемпионаты мира
- Чемпион мира среди юниоров в командном первенстве (1967)  Великобритания.
- Чемпион мира 1971 года Сан-Антонио  США в командном зачете и 11 место в личном зачете.

Личное первенство. Результаты.
| Место | Спортсмен               | Возраст | Конкур | Фехтование | Стрельба              | Плавание    | Бег          | Сумма |
| 11    | Сергей Лукьяненко (URS) | 24      | 910    | 832        | 912/191 (49-48-47-47) | 1060/3.46,6 | 1130/13.39,1 | 4844  |

## Звания и награды
- Мастер спорта СССР международного класса (1967)
- Заслуженный мастер спорта СССР (1971)